# Palazzo dello Spagnolo
Le palazzo dello Spagnolo (littéralement « palais de l'Espagnol ») est un hôtel particulier de Naples, construit au XVIIIe siècle par l'architecte Ferdinando Sanfelice en style baroque napolitain dans le quartier de la Sanità. Il est surtout connu pour son escalier interne en ailes de faucon, typique des palais napolitains du XVIIIe siècle.

## Histoire
Le palazzo dello Spagnolo est construit à partir de 1738, selon la volonté du marquis Nicola Moscati, unifiant deux précédents édifices reçus en dot de son épouse. Le projet, traditionnellement attribué à  l'architecte Ferdinando Sanfelice, est caractérisé par un escalier interne dit  en ad ali di falco (« à ailes de faucon ») ; Sanfelice pensa l'escalier comme une sorte de lieu de rencontre dans lequel devait se dérouler une atmosphère de vraie convivialité.
L'intérieur et l'extérieur sont richement décorés de stucs de style rococo-baroque, réalisés vers 1740, par Aniello Prezioso, sur une esquisse de Francesco Attanasio. Les portes d'accès aux appartements sont surmontées par des médaillons en stuc encadrant différents  portraits de personnages.
Au seuil du XIXe siècle, la famille Moscati perdant beaucoup de sa puissance financière, fut contrainte de vendre les appartements du premier et du second étage. En 1813, le nouveau propriétaire, Tommazo Atienza dit lo Spagnolo, qui donna son nom au bâtiment, fit réaliser des travaux d'agrandissements et d'embellissements du palais dont les fresques des salles, aujourd'hui presque toute disparues (mauvais chantiers de restauration).
Dans le passé, le palais a accueilli l'Istituto delle guaratelle et le musée des burattini. Le second et le troisième étage ont été attribués au siège du musée de Totò.

## Sources
- (it) Cet article est partiellement ou en totalité issu de l’article de Wikipédia en italien intitulé « Palazzo dello Spagnolo » (voir la liste des auteurs).